# Евсюков, Владимир Николаевич
Влади́мир Никола́евич Евсюко́в (род. 30 ноября 1953, Орск) — советский футболист, полузащитник и российский тренер, Мастер спорта СССР (1989).

## Карьера

### Клубная
Занимался футболом с детства, сначала на любительском уровне, потом начал играть в юношеской команде «Металлург» (Орск), в 16 лет попал в оренбургский «Локомотив». Службу в армии проходил в куйбышевском СКА, во время неё играл в чемпионатах области и Вооруженных сил. Евсюкова заметил тренер тольяттинского «Торпедо» Борис Казаков и уговорил после службы переехать в Тольятти. В тольяттинском «Торпедо» Евсюков провел 4 сезона, сыграв во Второй лиге 131 матч и забив 22 гола. В 1979 году перешёл в куйбышевские «Крылья Советов», за которые в тот год провел 9 матчей в высшей союзной лиге.
В 1979 перешел в «Крылья советов», где провел 2 года. Играл за команду в 1985 году. В 1984—1985 и 1986—1988 вновь выступал за «Торпедо».
Закончил карьеру игрока в 34 года.
30 декабря 1989 года получил звание мастера спорта СССР.

### Тренерская
Закончил с отличием Высшая школа тренеров. Стажировку проходил в московском «Спартаке».
В 1992 году вернулся в Тольятти, где сначала тренировал команду «Лада-2», через четыре месяца ему доверили основную команду. В 1993 году вывел тольяттинскую «Ладу» в высшую российскую лигу. В 2005 году довел команду до первой лиги.
Также тренировал команды: Лада (Димитровград) (1995—1999), Металлург (Липецк) (2000—2001), Горняк (Учалы) (2009), Волга (Ульяновск) (2010—2011). Последним местом работы стал родной ФК Лада в Тольятти в 2016 году.

## Образование
Ещё будучи игроком, в 1975 году окончил Омский государственный институт физкультуры, затем два года обучался в ВШТ.